# Kosovo KS20
Kosovo KS20 var namnet på den 20:e Svenska Kontingenten i Kosovo; en fredsbevarande enhet som Sverige skickade till Kosovo inom ramen för KFOR. Kontingenten var aktiv från oktober 2009 till den 5 april 2010. Den största delen av personalen var grupperad vid Camp Victoria, i Hajvalia utanför Pristina.

## Förbandsdelar
- Kontingentschef:  Torkel Nordwall
- B-Coy (mekaniserat skyttekompani): Christer Mårtensson
- NSE: Magnus Svensson